# 23355 Elephenor
23355 Elephenor este o planetă minoră (asteroid), cu un diametru de , din Asteroid troian al lui Jupiter. A fost descoperită pe 17 octombrie 1960 la Observatorul Palomar de Cornelis Johannes van Houten și a fost numită după Elephenor⁠(d). 
Obiectul prezintă o orbită caracterizată de o semiaxă mare de 5,2542714 UAi, o excentricitate de 0,06, o înclinație de 7,05841 ° în raport cu ecliptica.